# Stanisław Heidner
Stanisław Heidner (ur. 21 kwietnia 1933 w Zdunach, zm. 20 lutego 2024) – polski ślusarz, poseł na Sejm PRL III i IV kadencji.

## Życiorys
Uzyskał wykształcenie średnie, z zawodu ślusarz. Pracował jako brygadzista w parowozowni Polskich Kolei Państwowych w Oleśnicy. Należał do Polskiej Zjednoczonej Partii Robotniczej, z ramienia której był członkiem Powiatowej Rady Narodowej, a w 1961 i 1965 uzyskiwał mandat posła na Sejm PRL w okręgu Wrocław. Przez dwie kadencje zasiadał w Komisji Komunikacji i Łączności, a w IV kadencji Sejmu ponadto w Komisji Budownictwa i Gospodarki Komunalnej.
Został pochowany na cmentarzu komunalnym w Oleśnicy.